# Kazuhiro Murata
Kazuhiro Murata (村田 一弘 Murata Kazuhiro?,  nacido el 12 de mayo de 1969 en Nagasaki) es un exfutbolista japonés. Jugaba de defensa y su último club fue el Oita Trinita de Japón.

## Trayectoria

### Clubes
| Club                                 | País  | Año         |
| ------------------------------------ | ----- | ----------- |
| Mitsubishi Heavy Industries Nagasaki | Japón | ????        |
| Cerezo Osaka                         | Japón | 1993 - 1997 |
| Oita Trinita                         | Japón | 1998 - 2000 |